# Известия ВУЦИК
Известия Всеукраинского Центрального исполнительного комитета (укр. Вісті ВУЦВК) — ежедневная украинская республиканская газета. Издавалась с марта по август 1919 г. в Киеве (Известия Киевского Совета рабочих депутатов) как орган ВУЦИК Советов рабочих, крестьянских и красноармейских депутатов и исполкома Киевского Совета рабочих депутатов. Печаталась на украинском и русском (также некоторое время на еврейском) языках, позже — только на украинском.
С 1920 г. издавалась в Харькове как орган ВУЦИК Харьковского губернского исполкома, с 1921 г. — как орган Всеукраинского Центрального исполнительного комитета (ВУЦИК). С июня 1934 г. вновь печаталась в Киеве.
Газета публиковала официальные сообщения ВУЦИК: декреты, приказы и постановления Правительства УССР, отчеты о съездах советов с анализом принятых решений.
Постоянные рубрики: «Декреты, приказы и распоряжения властей», «За рубежом», «Дипломатические дела», «Международные новости», «Столичный день», рубрика объявлений и другие.
С развитием газета начала печатать еженедельное приложение «Литература. Наука. Искусство», а позже — «Культура и быт», где публиковались труды по экономике, истории, технике.
В разное время выходили дополнения «Украинское правописание: Дискуссионный бюллетень» и «Медицина и гигиена».
Газета издавалась под редакцией В. Блакитного, потом — Е. Касьяненко.
С газетой активно сотрудничали О. Вишня, А. Михайлюк, Н. Чечель, Н. Шраг и другие. С 1923 по 1926 год художником-иллюстратором в редакции «Известий» работал А. Довженко.
С июня 1938 г. сменила названием на «Вісті Рад депутатів трудящих УРСР» (рус. «Известия Советов депутатов трудящихся УССР»). Газета с 1938 — орган Президиума Верховного Совета и Правительства УССР.
14 мая 1941 г. «Известия ВУЦИК» были объединены с центральным органом КП Украины — газетой «Комуніст» («Радянська Україна»).